# Ringwall Rittershausen

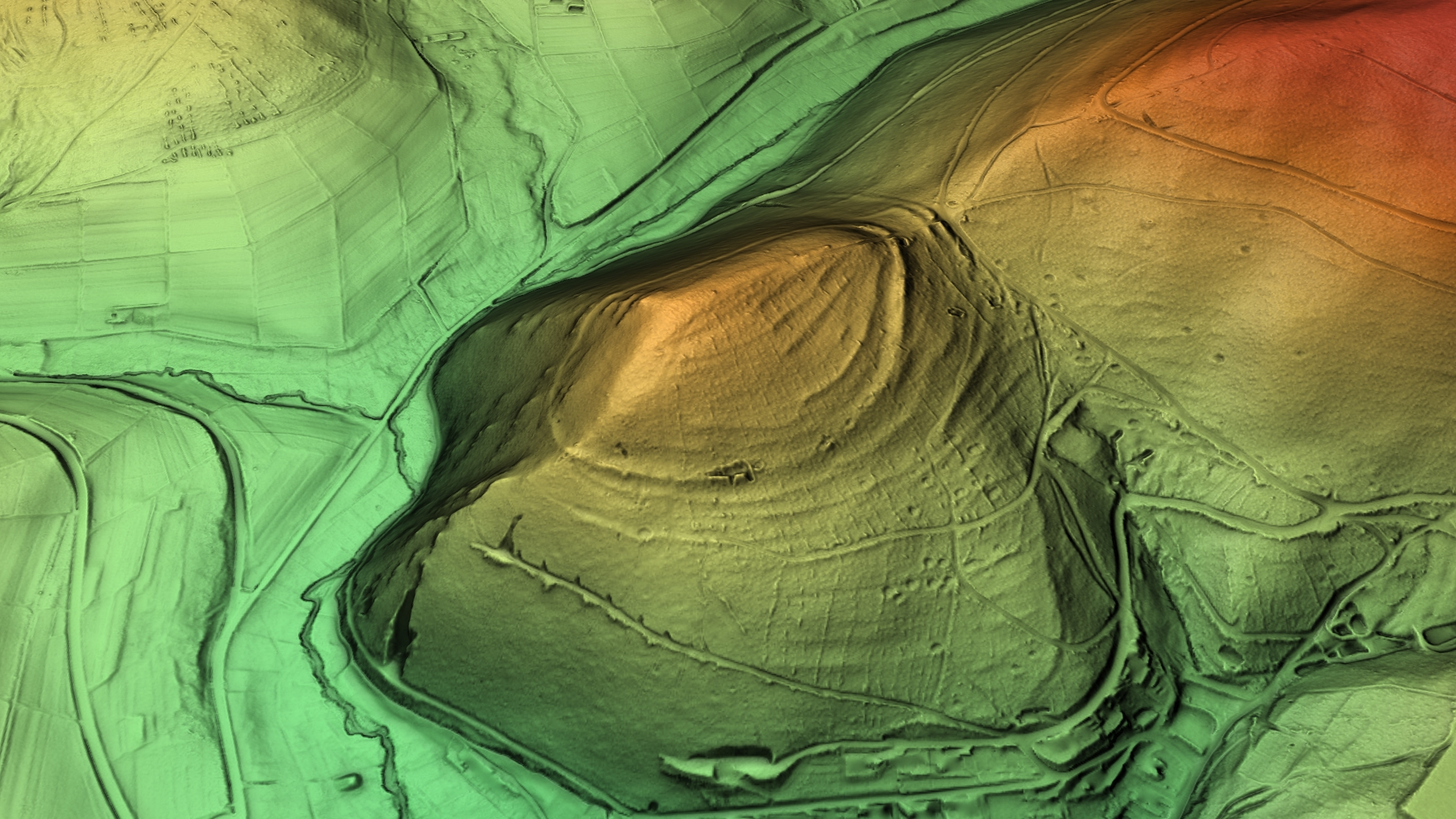
3D-Ansicht des digitalen Geländemodells

Der Ringwall Rittershausen, auch einfach Burg genannt, ist eine abgegangene Ringwallanlage auf der Anhöhe der Hohen Lay (516 m) bei Rittershausen (Dietzhölztal) in  mittelhessischen Lahn-Dill-Kreis. Sie stammt aus der La-Tène-Zeit und wurde von 450 bis 300 v. Chr. besiedelt.
Die Höhenburg entstand vermutlich in der frühen Latènezeit (ab 450 v. Chr.). Von 1911 bis 1913 wurden bei Grabungen von Pfarrer Karl Nebe und Kommerzienrat Gustav Jung unter der Leitung des Landesmuseums in Wiesbaden zahlreiche Eisenwaffen und -geräte sowie Keramik und Schmuckstücke gefunden. Die Wallanlage wurde nach bisherigen Erkenntnissen im 3. Jahrhundert v. Chr. zerstört und danach nicht wieder aufgebaut. Sie könnte auch eine Befestigungsanlage von keltischem Adel gewesen sein.